# Suolojärvi (Karesuando socken, Lappland, 759767-175489)
Suolojärvi är en sjö i Kiruna kommun i Lappland och ingår i Torneälvens huvudavrinningsområde. Sjön har en area på 0,113 kvadratkilometer och ligger 378,2 meter över havet.

## Delavrinningsområde
Suolojärvi ingår i det delavrinningsområde (759567-175502) som SMHI kallar för Mynnar i Idijärvi. Medelhöjden är 389 meter över havet och ytan är 42,19 kvadratkilometer. Det finns inga avrinningsområden uppströms utan avrinningsområdet är högsta punkten. Sotkajärvenjoki som avvattnar avrinningsområdet har biflödesordning 4, vilket innebär att vattnet flödar genom totalt 4 vattendrag innan det når havet efter 451 kilometer. Avrinningsområdet består mestadels av skog (49 procent) och sankmarker (48 procent). Avrinningsområdet har 1 kvadratkilometer vattenytor vilket ger det en sjöprocent på 2,4 procent.